# Cély
Cély är en kommun i departementet Seine-et-Marne i regionen Île-de-France i norra Frankrike. Kommunen ligger i kantonen Perthes som tillhör arrondissementet Melun. År 2022 hade Cély 1 256 invånare.

## Befolkningsutveckling
Antalet invånare i kommunen Cély
| Referens: INSEE |